# Hatice Kübra İlgün
Hatice Kübra İlgün (n. 1 ianuarie 1993, Kars, Turcia) este o sportivă ce a reprezentat Turcia, medaliată olimpică. A participat la o ediție a Jocurilor Olimpice (2020) în care a câștigat o medalie de bronz.